# Иешива

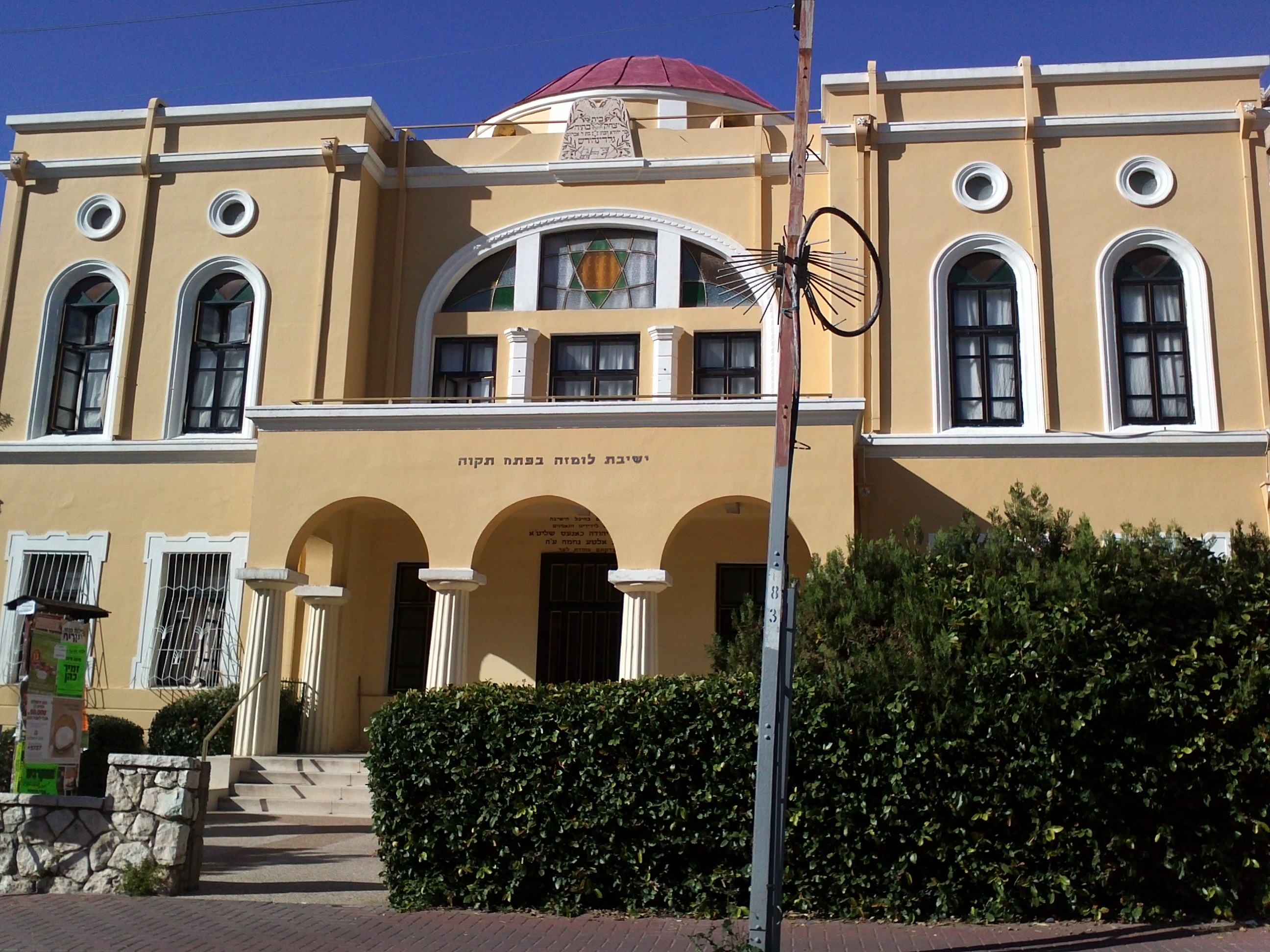
Иешива на ул. Герцль в Петах-Тикве

Иеши́ва, еши́ва (ивр. יְשִׁיבָה‎, буквально «сидение, заседание»; множественное число יְשִׁיבוֹת‎, иешивот; в русской традиции — ешибот) в еврейской истории — название института, являющегося высшим религиозным учебным заведением, предназначенным для изучения Устного Закона, главным образом Талмуда. В определённые эпохи иешива выполняла также законодательные и судебные функции. В последние столетия служила и для подготовки учёных к званию раввина.
Наряду с термином «иешива» (впервые встречающимся в «Книге Иисуса Сирахова» (Бен-Сира): Сир. 51:23, 29) для обозначения этого института употреблялись, соответственно его функциям, названия бейт-мидраш («дом учения»), метивта или мотва (на арамейском — «заседание»), иногда с определением рабба (на арамейском — «великое»), бейт-дин («дом суда»), бет-дин гадоль («дом великого суда»); возглавляемая наси в Эрец-Исраэль иешива называлась также бет-ваʼад («дом собрания»). Для обозначения иешивы талмудического периода и периода гаонов употребляется в европейских языках термин «академия».
Для обозначения иешивы, предназначенной для женатых мужчин, используется термин «колель».